# NGC 5618
NGC 5618 is een balkspiraalstelsel in het sterrenbeeld Maagd. Het hemelobject werd op 23 maart 1789 ontdekt door de Duits-Britse astronoom William Herschel.

## Synoniemen
- UGC 9250
- MCG 0-37-5
- ZWG 19.26
- PGC 51603